# FAMOS
FAMOS (zkratka z Fabrika Motora Sarajevo; Sarajevský závod pro výrobu motorů) je název pro strojírenský podnik, který sídlí v hlavním městě Bosny a Hercegoviny, Sarajevu.
Výstavba továrny byla zahájena v roce 1950. Areál byl postaven v lokalitě Hrasnica v općině Ilidža. První výrobky se dostaly do prodeje v roce 1953. Do roku 1970 světlo světa spatřilo 37 300 vozidel s motorem z této továrny. Zaměstnávala v době své největší slávy 9000 lidí. Továrna umožnila rozvoj původní vesnice Hrasnica; zavedena sem byla autobusová linka a později se zde vybudovala řada dalších objektů, které posílily urbánní charakter lokality. Hlavní třída nese dodnes název Put Famosa (Ulice Famosu) a postaveny byly bytové domy. Podíl závodu byl do rozpadu Jugoslávie až 10 % na ekonomickém výkonu hlavního města Bosny a Hercegoviny. Do roku 1970 zde bylo vyrobeno téměř čtyřicet tisíc motorů. V roce 1990 stejně jako řadu dalších podniků jej zachvátila krize likvidity a stávky. Josip Broz Tito navštívil za svůj život továrnu celkem třikrát. Za války byl závod zcela zničen; v první dekádě 21. století zde pracovalo jen několik desítek lidí.